# Весловський півострів
Весло́вський піво́стрів (рос. Весловский полуостров) — півострів на крайньому півдні російського острова Кунашир. Відокремлює затоку Зради із сходу. Крайня південна точка — мис Весло.
Півострів далеко вдається в протоку Зради і за формою нагадує шлюпкове весло (звідси й назва). Довжина 8,1 км, ширина 1,7 км. Низинний, максимальною висотою до 2 м. Вкритий болотами, невеликими озерцями, чагарниками та лучною рослинністю. Служить місцем гніздування морських птахів.
В основі півострова знаходиться Весловське озеро лиманного типу, в яке впадає річка Рікорда. На півдні збудовано маяк.